# Влки
Влки (слч. Vlky) насељено је мјесто са административним статусом сеоске општине (слч. obec) у округу Сењец, у Братиславском крају, Словачка Република.

## Становништво
| Година:    | 1994. | 2004.    | 2014.   | 2024.   |
| ---------- | ----- | -------- | ------- | ------- |
| Број људи: | 360   | 407      | 423     | 415     |
| Разлика:   |       | +13,05 % | +3,93 % | -1,89 % |

| Година:    | 2023. | 2024.   |
| ---------- | ----- | ------- |
| Број људи: | 416   | 415     |
| Разлика:   |       | -0,24 % |

Према подацима о броју становника из 2011. године насеље је имало 428 становника.